# 鈴木凌賀
鈴木 凌賀（すずき りょうが、1998年7月21日 - ）は、日本のモデル・俳優。フォーティースリー所属。千葉県出身。

## 人物
旭市立第一中学校時代は、波崎ボーイズに所属。成田高校野球部出身。ポジションはピッチャー。

## 出演

### ドラマ
- Netflix  舞妓さんちのまかないさん（2023年1月12日配信開始)
- マイファミリー 第7話（2022年5月22日、TBS）
- 荒ぶる季節の乙女どもよ」  第３話（2022年　MBS）

### CM
- prince catalog（2019年）
- 三菱ケミカルホールディングス（2021年）
- 三菱地所　（2023年)

### WEBCM
- PowerShot ZOOM （2020年）
- ASICS オリンピック（2021年）
- マクドナルド（2021年）
- TO BE FRESH   WEB（2021）
- ABCマート×UNDER ARMOUR  「莉子さん出演！駆け抜ける青春。」チューブトレーニング篇（2021年）
- ヤマダ電機  「ヤマダから新生活」CM（2022年）
- ケロッグ　オールブランCM  （2022年）
- キャロウエイゴルフ　WEB （2022年）

### その他
2021　荒川区広報番組「こんにちは荒川区」